# دونالد غريغ
دونالد غريغ (17 سبتمبر 1924 في أستراليا - 26 سبتمبر 2012) (بالإنجليزية: Donald Gregg)‏ هو لاعب كريكت أسترالي.

## وصلات خارجية
- دونالد غريغ على موقع إي آس بي آن كريك إنفو (الإنجليزية)